# Страхов, Егор Трофимович
Егор Трофимович Страхов (1913 — ?) — Герой Социалистического Труда.

## Биография
Родился в 1913 году в крестьянской семье (теперь Курская область). С 11 лет батрачил. Восемнадцатилетним приехал в Мариуполь и поступил работать в листопрокатный цех, ставший вскоре вальцовщиком состояния № 1 ММК имени Ильича. Вместе с цехом в 1941 году был эвакуирован в Нижний Тагил, где работал на броневой состоянии.
С 1943 года — участник Великой Отечественной войны. В 1945 году вернулся в свой цех.
Рационализатор, воспитатель молодых кадров. Награждён орденами Красной Звезды, Отечественной войны, Славы III степени, Трудового Красного Знамени, медалями.

## Награды
- Медаль «Серп и Молот»